# Shinji Hazawa
Shinji Hazawa (japanisch 羽澤慎治 Hazawa Shinji; * 12. April 1999 in Sanda) ist ein japanischer Tennisspieler.

## Karriere
Hazawa spielte bis 2017 auf der ITF Junior Tour. In der Jugend-Rangliste erreichte er mit Rang 39 seine höchste Notierung. Sein bestes Ergebnis bei Grand-Slam-Turnieren war das Achtelfinale im Einzel der Australian Open. Größter Erfolg als Junior war der Finaleinzug 2016 beim Orange Bowl.
Bei den Profis spielte Hazawa ab 2016 das erste Turnier. 2017 konnte er sich jeweils in der Tennisweltrangliste platzieren. 2018 zog er das erste Mal auf der ITF Future Tour ins Einzel-Halbfinale ein, während er im Doppel den ersten Titel gewann. Im Einzel stand Hazawa im Januar 2019 auf Platz 534, seinem Karrierehoch. Den zweiten Titel gewann er 2019 im Doppel. 2020 und 2021 trat der Japaner fast bei keinem Turnier an. Erst im Februar 2022 kehrte er auf die Tour zurück und gewann im Doppel drei weiteren Future-Titel. Das erste Finale im Einzel erreichte er im Juli des Jahres. Den größten Erfolg auf der höher dotierten ATP Challenger Tour erzielte er in Kōbe. Im Einzel kam er das erste Mal ins Viertelfinale; im Doppel konnte er mit Yūta Shimizu den Titel gewinnen. In der Rangliste stieg er so im Doppel auf Platz 303, während er im Einzel knapp hinter seinem Karrierehoch rangiert.

## Erfolge
| Legende (Anzahl der Siege) |
| Grand Slam                 |
| ATP Finals                 |
| ATP Tour Masters 1000      |
| ATP Tour 500               |
| ATP Tour 250               |
| ATP Challenger Tour (1)    |

### Doppel

#### Turniersiege
| Nr. | Datum             | Turnier | Belag         | Partner      | Finalgegner                      | Ergebnis |
| --- | ----------------- | ------- | ------------- | ------------ | -------------------------------- | -------- |
| 1.  | 19. November 2022 | Kōbe    | Hartplatz (i) | Yūta Shimizu | Andrew Harris John-Patrick Smith | 6:4, 6:4 |